# ユリウス・マイヤー＝グラーフェ
ユリウス・マイヤー＝グラーフェ (Julius Meier-Graefe, 1867年6月10日 - 1935年6月5日）は、ドイツの美術評論家・小説家。印象派やポスト印象派に関する著作は、多くがフランス語、ロシア語、英語などにも翻訳され、これらの芸術運動の理解を促進する役割を果たしたとされる。

## 生涯
マイヤー＝グラーフェは、当時のオーストリア＝ハンガリー帝国の一部であったハンガリーのバナト地方レシツァ（現在のルーマニア）で生まれた。父エドュアルド・マイヤーは政府に勤める技師であった。母マリー・グラーフェはユリウスを産んだ時に亡くなった。兄マックス・マイヤーを含む一家はドイツのデュッセルドルフ近郊の小さな町に移り住んだ。ユリウスは顔を知らない母への思いから、マイヤー＝グラーフェという姓を使うようになった。
1888年、ミュンヘンでエンジニアリングを学び、Clotilde Vitzthum von Eckstädtと結婚した後、ベルリンに移り、1890年、歴史と特に美術史を勉強し始めた。"Ein Abend bei Laura"（1890年）、"Nach Norden"（1893年）と2作の小説を発表した。最初の美術評論は1894年、エドヴァルド・ムンクについて書いたものであった。1895年には美術・文学雑誌『パン』の創刊に関わったが、1年後にはこれを去り、1897年にユーゲント・シュティール（アール・ヌーヴォー）の雑誌Dekorative Kunstを創刊した。また間もなくアール・ヌーヴォー作品を展示するギャラリーLa Maison Moderneを開いた。このギャラリーは1903年まで続いた。
1906年にベルリンのナショナル・ギャラリーで行われたドイツ美術展では、マイヤー＝グラーフェが、それまでは余り知られていなかった作品を取り上げ、中でもカスパー・ダーヴィト・フリードリヒなどを世に知らしめるきっかけとなった。1910年の著書『スペイン紀行』はエル・グレコの再評価を促し、表現主義の先駆者としての位置づけを与えることになった。
パリに移ると、19世紀のフランス絵画に関心を寄せるようになり、3巻から成る現代美術史の本（1904年、1914年-24年）を刊行してフランス印象派の重要性を世に示した。ポール・セザンヌやフィンセント・ファン・ゴッホなど多くの画家たちの伝記も書いた。
ユダヤ系ドイツ人として、第一次世界大戦勃発とともにドイツ軍に志願し、1915年東部戦線に送られた。そこで捕虜となり、1916年ロシアの捕虜収容所に入った。1917年ドイツに戻ると、最初の妻とは離婚し、2番目の妻となるHelene Lienhardtと結婚した。2人はドレスデンで生活したが、フランス、特にパリをしばしば訪れて、ここを第2の住居とした。
3人目の妻となったのは38歳年下の、富裕な家の娘アンナ・マリー・エプスタイン (Anna Marie Epstein) であった。ドイツでナチスが力を持つようになり、マイヤー＝グラーフェは「退廃芸術」を支持する者として迫害を受けるようになり、妻エプスタインとともにサン＝シル＝シュル＝メールに家を借りてそこに移った。マイヤー＝グラーフェ夫婦は風景画家ヴァルター・ボンディや著述家René Schickeleにも移住を勧め、隣のサナリー＝シュル＝メールにはユダヤ系ドイツ人芸術家の大きな共同体ができることになった。トーマス・マン、リオン・フォイヒトヴァンガー、ルートヴィヒ・マルクーゼもその一員である。
スイスのヴェヴェイで67歳で死亡した。